# Pla local d'igualtat
Pla local d'igualtat és un conjunt de mesures que posa en marxa un procés de treball, així com recursos econòmics i humans en un temps determinat per canviar la realitat de desigualtat entre homes i dones en un municipi concret. El principal criteri del pla és aplicar la perspectiva de gènere a tot el treball que es du a terme, és a dir, analitzar, fer visibles i actuar, en concret en aquell municipi, sobre les causes de la diferència de rols, les seves conseqüències i com construir una nova cultura, a la vegada que s'aborden els seus problemes i injustícies.

## Elaboració del pla local d'igualtat
L'elaboració d'un pla d'igualtat ha de comptar amb una sèrie de factors per tal que sigui viable, entre els quals trobem la implicació i l'impuls polític, l'existència de personal amb formació i experiència en igualtat social, un equip promotor format per persones amb responsabilitat política i tècnica i un equip tècnic Interdepartamental i a més, amb la participació del moviment associatiu, ja que és fonamental comptar amb l'opinió de les dones. El pla d'igualtat es concreta amb una programació anual on s'expliciten els objectiu3s i les accions que duran a terme al llarg de l'any. En la seva elaboració, hi han de participar a més del personal d'igualtat, l'equip interdepartamental i es contrasti amb el personal polític i la ciutadania. La programació anual s'elabora a finals d'any, coincidint amb l'avaluació i amb l'elaboració de pressupostos. Cal tenir en consideració que tant la programació anual com el seguiment han de formar part de l'agenda de treball de totes les parts implicades en el procés: personal polític, directiu, tècnic i moviments associatius i ha de coincidir amb la resta de programacions de l'entitat.

### Diagnòstic
El diagnòstic permet conèixer prèviament quina és la realitat de desigualtat de gènere en el municipi. A l'hora de seleccionar la informació necessària per al diagnòstic és important assenyalar que l'objecte d'estudi és la igualtat i desigualtat en la relació entre dones i homes en una localitat o comarca concreta, per tant, és rellevant analitzar els factors de context que poden estar influint en aquesta relació. En conseqüència amb l'objecte d'estudi, tot el procés d'investigació ha d'incloure les anàlisis comparatives de la situació i posició de les dones i els homes en la realitat, així com les seves necessitats, expectatives i interessos. Si en la comparació s'evidenciés diferencies és necessari donar visibilitat a les causes, és a dir, posar en evidència els mecanismes socials de discriminació. Finalment, per seleccionar la informació necessària s'han de considerar els criteris d'accessibilitat i utilitat.
En aquesta fase, és important diagnosticar el context local de la igualtat, la informació necessària són els factors demogràfics, ambientals, econòmics i organitzatius del territori. Així mateix és important diagnosticar els factors organitzatius, per conèixer l'organigrama, la cultura organitzativa de la institució pública que promou el pla, així com la influència organitzativa d'entitats locals i en concret la influència sobre la política d'igualtat. Alhora també és important conèixer el concepte d'igualtat entre dones i homes en el territori així com el concepte d'igualtat des de la institució local, al qual podem accedir mitjançant els precedents sobre polítiques d'igualtat i les memòries valoratives sobre actuacions prèvies.
Per iniciar el diagnòstic és convenient començar per una revisió de fonts secundàries que ens poden donar una visió panoràmica de la localitat. No obstant, cal tenir en compte que les dades estadístiques tenen un fort biaix de gènere. Per això és necessari prosseguir el diagnòstic mitjançant fonts primàries; realitzar entrevistes personals i grupals a les persones del territori permet contrastar i accedir a la informació i a la vegada permet involucrar a les persones de la localitat en la política pública d'igualtat.

#### Prioritzar
Una vegada acabat el diagnòstic, ja es coneixen quines són les necessitats del territori en matèria d'igualtat i ja es pot prioritzar sobre una sèrie de criteris com són la necessitat social d'intervenir, l'existència d'oportunitats d'intervenir, la permeabilitat departamental, la coherència amb les expectatives i interessos detectats en el diagnòstic, els recursos disponibles, l'adequació a les directrius de documents de referència, les polítiques transversals, la importància política i la viabilitat metodològica. En la priorització d'objectius també és important incloure la participació ciutadana.

#### Planificar
En la planificació d'actuacions és útil clarificar que es farà exactament, qui ho farà, perquè es farà i que s'espera aconseguir, a més d'aspectes com el pressupost i la temporalització.[1] El conjunt d'accions que es duran a terme per ordre cronològic constitueix el procés d'actuació. Per planificar cal partir des següents componentsː
- Els objectius han de definir la realitat social que es pretén canviar, han de ser concrets, mesurables, operatius i fàcilment comprensibles, han de tenir en compte el resta de polítiques transversals i els resultats del diagnòstic segons les categories d'anàlisis utilitzades.[2]
- Els resultats previstos han de definir el que es vol aconseguir de forma concreta: productes i èxits. Els productes són conseqüència d'una determinada acció i els èxits són els efectes positius produïts arran de la intervenció.[2]
- Els indicadors sobre resultats que és la informació de referència que es tindrà en compte alhora d'avaluar els objectius.[3]
- Les estratègies que són les grans línies d'actuació que es posen en marxa per aconseguir els objectius i determinar línies clares d'actuació
- La metodologia que expressa els criteris sobre com s'abordarà el pla.
- Les accions o activitats que són les actuacions concretes que es duran a terme en funció de les estratègies i els objectius.[2]
- El cronograma és una eina que facilita la programació anual, fonamental per organitzar els temps i adequar la velocitat d'implementació.
- La duració i és el temps de vigència del pla, sol oscil·lar entre dos i quatre anys, coincidint amb una legislatura política.
- El pressupost és una aproximació estimativa, ja que com s'ha mencionat els plans tenen una vigència d'entre dos a quatre anys i l'aprovació de pressupostos té un caràcter anual.[1]

### Gestió, seguiment i avaluació del pla
El procés de gestió és un continu que es retroalimenta entre si, format per la programació, el seguiment i l'avaluació. La formació, la comunicació i la participació es configuren en aquest procés com a elements indispensables pel desenvolupament del pla.
El seguiment és un procés que ajuda a conèixer el grau d'implementació del document de programació i reflexionar sobre els èxits i les dificultats trobades, així com reflexionar sobre possibles mecanismes de superació de les dificultats.
Per a l'avaluació és important que en la planificació del pla hagin quedat consignats les persones responsables de l'avaluació i els moments en què aquesta es durà a terme així com el procediment que s'utilitzarà (avaluació sobre els objectius, avaluació sobre resultats...), i el procediment i les persones responsables de la presa de decisions després dels informes tècnics resultants de l'avaluació del pla.
L'avaluació del pla es pot realitzar en diferents moments: 
- L'avaluació prèvia o ex ante és la que es realitza una vegada finalitzada la planificació. El seu objectiu és avaluar la coherència interna del pla.
- Les avaluacions intermèdies són les que es realitzen cada any o en el termini que es consideri oportú. Permeten l'adaptabilitat del pla en funció de contingències imprevistes i canviar objectius en funció de noves prioritats emergents. És important preveure avaluacions cícliques i no exclusivament l'avaluació final.
- L'avaluació final es realitza al finalitzar la vigència del pla. Tant les avaluacions intermèdies com l'avaluació final utilitzen els indicadors d'avaluació previstos en la planificació.
- L'avaluació d'impacte es realitzen transcorregut un temps prudencial després de la implementació de pla d'igualtat local, aproximadament de dos anys, per avaluar si els èxits obtinguts es mantenen al llarg del temps. Aquestes avaluacions tenen un problema fonamental que és que no es pot establir una relació causal entre el manteniment dels èxits i la implementació del pla d'igualtat.[1]

### Aprovació del pla
L'aprovació del pla d'igualtat pel ple municipal no és un pas obligatori però és un pas que facilita la transversalització de gènere. Cal tenir en compte la negociació política que això suposa i incorporar-la en l'elaboració del pla, no deixar-la per l'últim moment. En la negociació política del pla es recomana tenir en compte les resistències i col·laboracions existents, mantenir una actitud informativa, educativa i de debat permanent i finalment defensar la idea que la política cap a la igualtat afavoreix tant a homes com a dones.